# Akamas (półwysep)

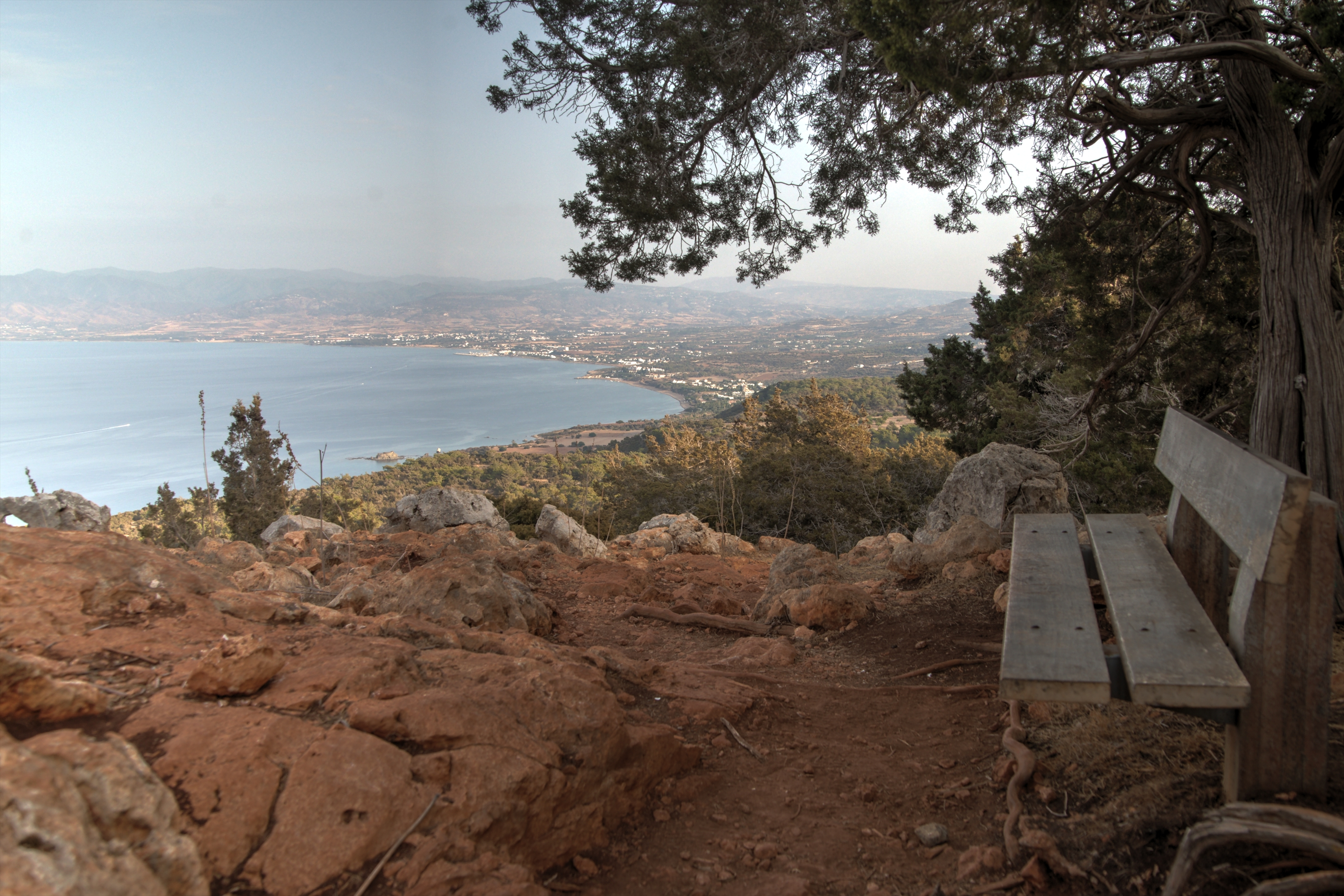
Szlak Afrodyty

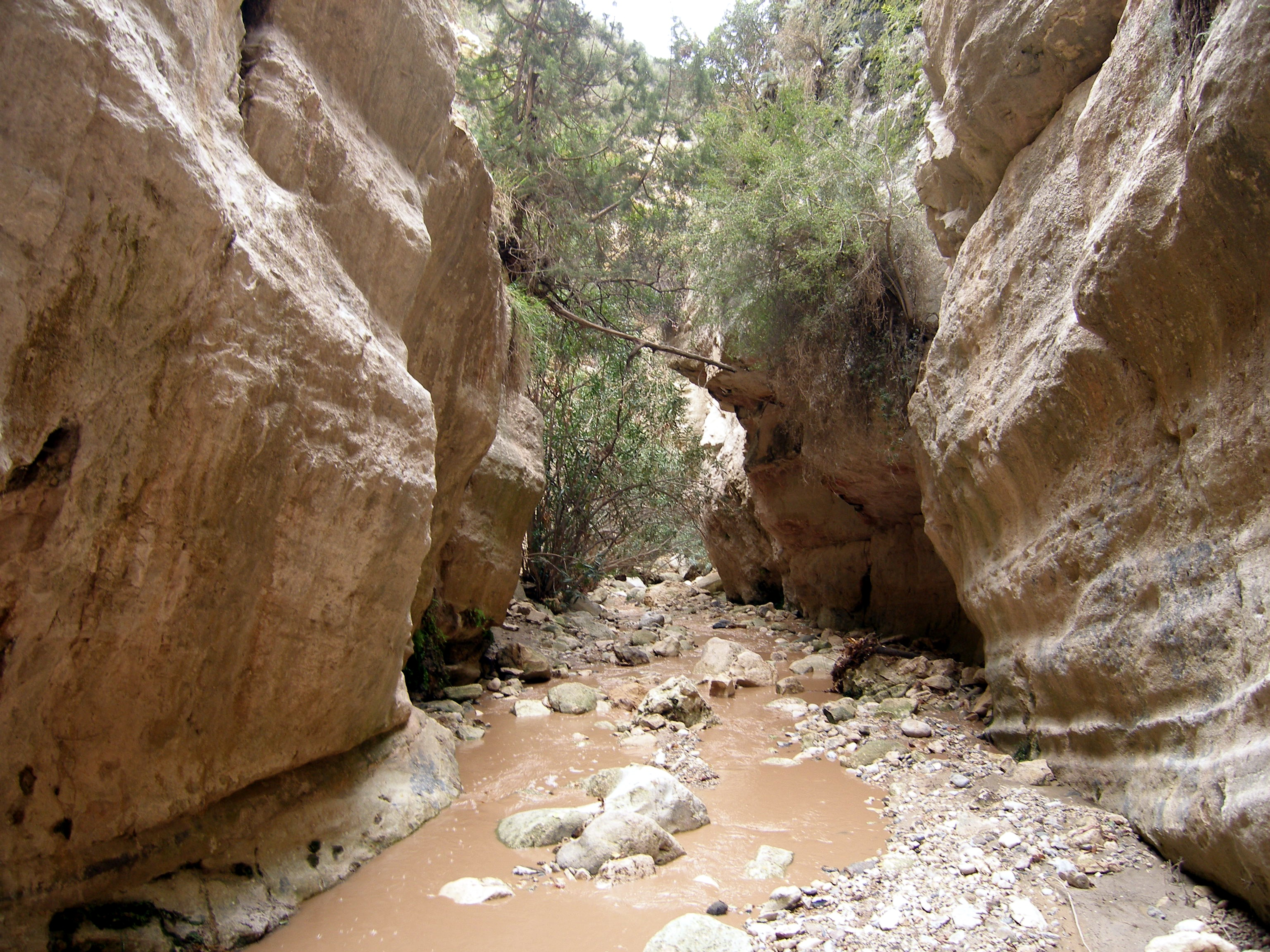
Wąwóz Avakas

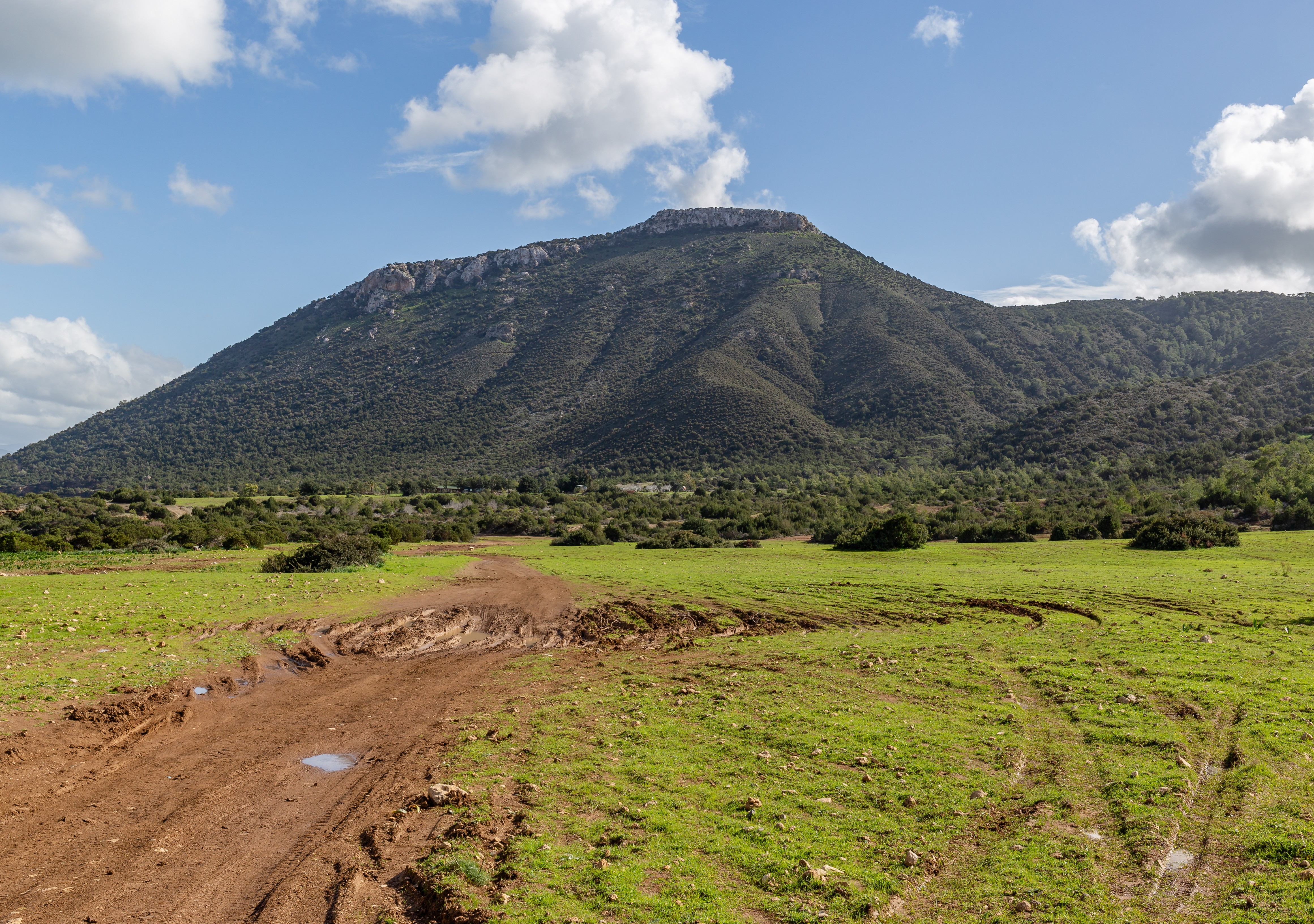
Moutti tis Sotiras

Półwysep Akamas – europejski półwysep o powierzchni 230 km², położony w północno-zachodniej części Cypru, oblany wodami Morza Śródziemnego.

## Historia
Teren półwyspu był użytkowany jako brytyjski poligon artyleryjski na zasadzie autonomii. Wojsko opuściło go w 1999. W nielicznych, małych miejscowościach zamieszkiwali tutaj głównie Turcy, którzy po inwazji Turcji na Cypr przenieśli się do części okupowanej przez Turków. Mniej było Greków, którzy wyprowadzili się do miast lub emigrowali z kraju. Obecność wojskowa i brak penetracji turystycznej wpłynęło korzystnie na nienaruszony rozwój przyrody. 
W latach 1993 i 1995 sporządzono dwie części raportu Banku Światowego oraz Unii Europejskiej, który nosił tytuł „Conservation Managament Plan”. Zakładał on dla półwyspu, obejmującego 230 km², różne formy ochrony przyrody, w tym 87 km² stanowić miał obszar odpowiednika rezerwatu ścisłego. 

## Geologia i przyroda
Półwysep ma narys trójkąta zajętego przez jedno z pasm gór Trodos. Tworzy go sfałdowane i silnie zerodowane podłoże wapienne o wysokości w części centralnej 350–400 m n.p.m., z najwyższym wierzchołkiem 428 m n.p.m. (nieużywana kopalnia magnezu). Skaliste brzegi w dużej mierze maja formę klifów (najbardziej strome od północnego wschodu). Centrum zajmują zbiorowiska  śródziemnomorskich  kolczastych krzewów oraz roślin zielnych. Na północnym zachodzie i południu rosną zagajniki z pinią i makia (wtórna, dawniej lasy) z dominującym jałowcem. Krajobraz wzbogacają pojedyncze drzewa. Większe zgrupowania roślinne występują przy nielicznych źródłach, strumieniach, a także w parowach i jarach. Rosną tu m.in. cyprysy, storczyki i chruścina jagodna.
Na półwyspie stwierdzono występowanie 120 gatunków ptaków, w tym sępa i gniazdującego na wyspie orła południowego. W okresie przelotów można tu spotkać bociany, czaple i żurawie. Naliczono też szesnaście gatunków motyli, liczne węże i dwadzieścia gatunków innych gadów, w tym kameleona pospolitego, jak również żółwie, w tym żółwie morskie.

## Ochrona
Mimo dużej wartości przyrodniczej półwyspu nie podjęto dotąd żadnych prób jego kompleksowej ochrony. Urządzane są tu polowania, częściowo wydawane są pozwolenia na inwestycje budowlane. Cypryjska Rada Ministrów w 2000 roku, pod wpływem lobbystów, rozszerzyła lokalną strefę zagospodarowania turystycznego pod rozbudowę ośrodków rekreacyjnych. Utworzenie form ochrony przyrody na terenie półwyspu postulował Ruch na rzecz Ekologii i Środowiska (gr. Κίνημα Οικολόγων Περιβαλλοντιστών). Obszar półwyspu nadal ulega degradacji i dewastacji, zmniejsza się funkcja rolnicza, w tym tradycyjne uprawy (cytryny, oliwki), porzucane i opuszczane są gospodarstwa rolne i siedliska, nasila się presja urbanizacyjna generująca problemy związane z niszczeniem zabytków i miejsc o wartościach kulturowych.

## Turystyka
Na terenach półwyspu (przede wszystkim na wschodzie) wytyczono kilka szlaków turystycznych, m.in. szlak Afrodyty czy Smiyiés. Dodatkowo prowadzi tędy europejski szlak długodystansowy E4. Preferowane jest zwiedzanie samochodami terenowymi. 

## Galeria

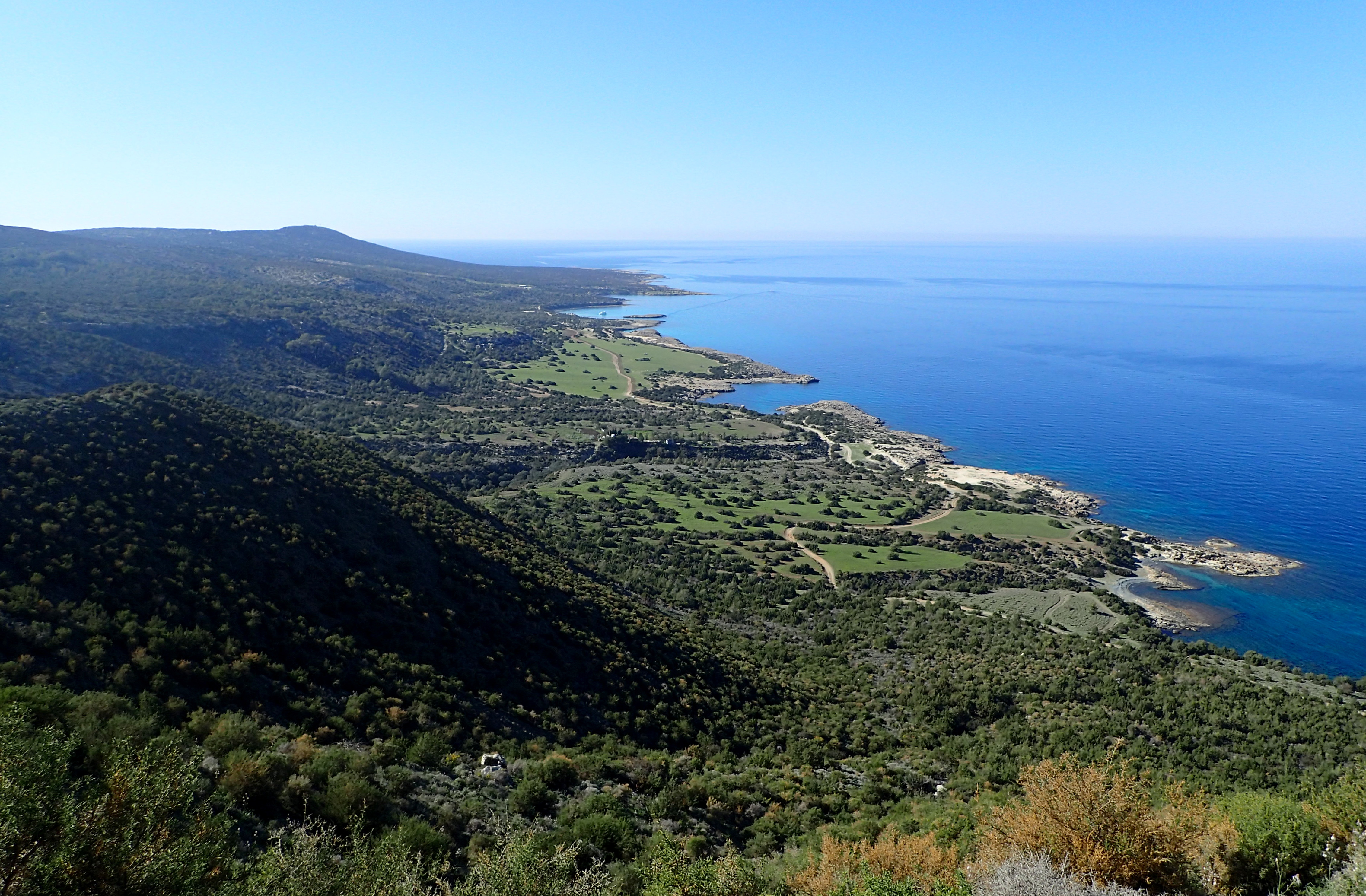
Widok ogólny na wybrzeże
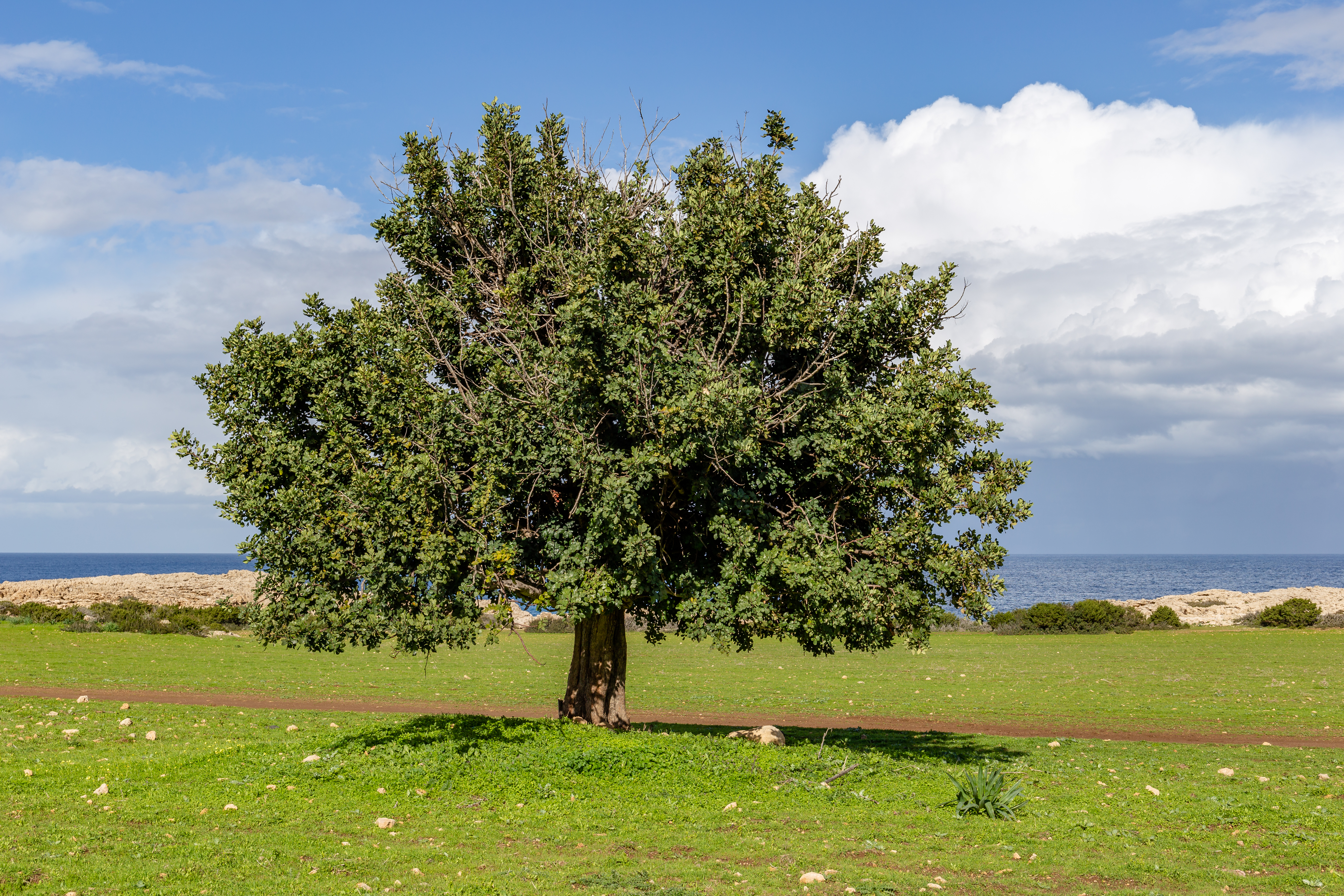
Łąki przybrzeżne
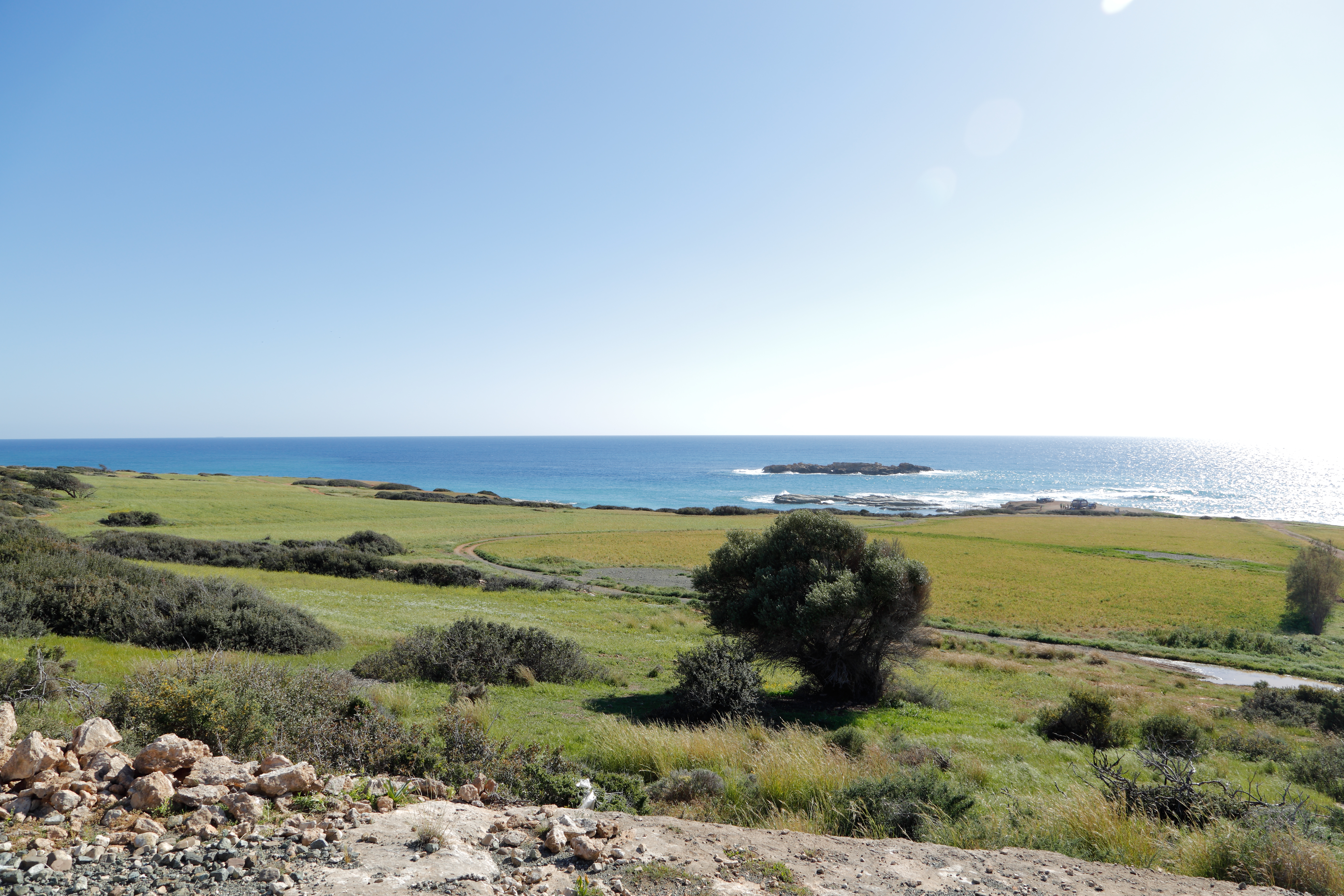
Roślinność półwyspu
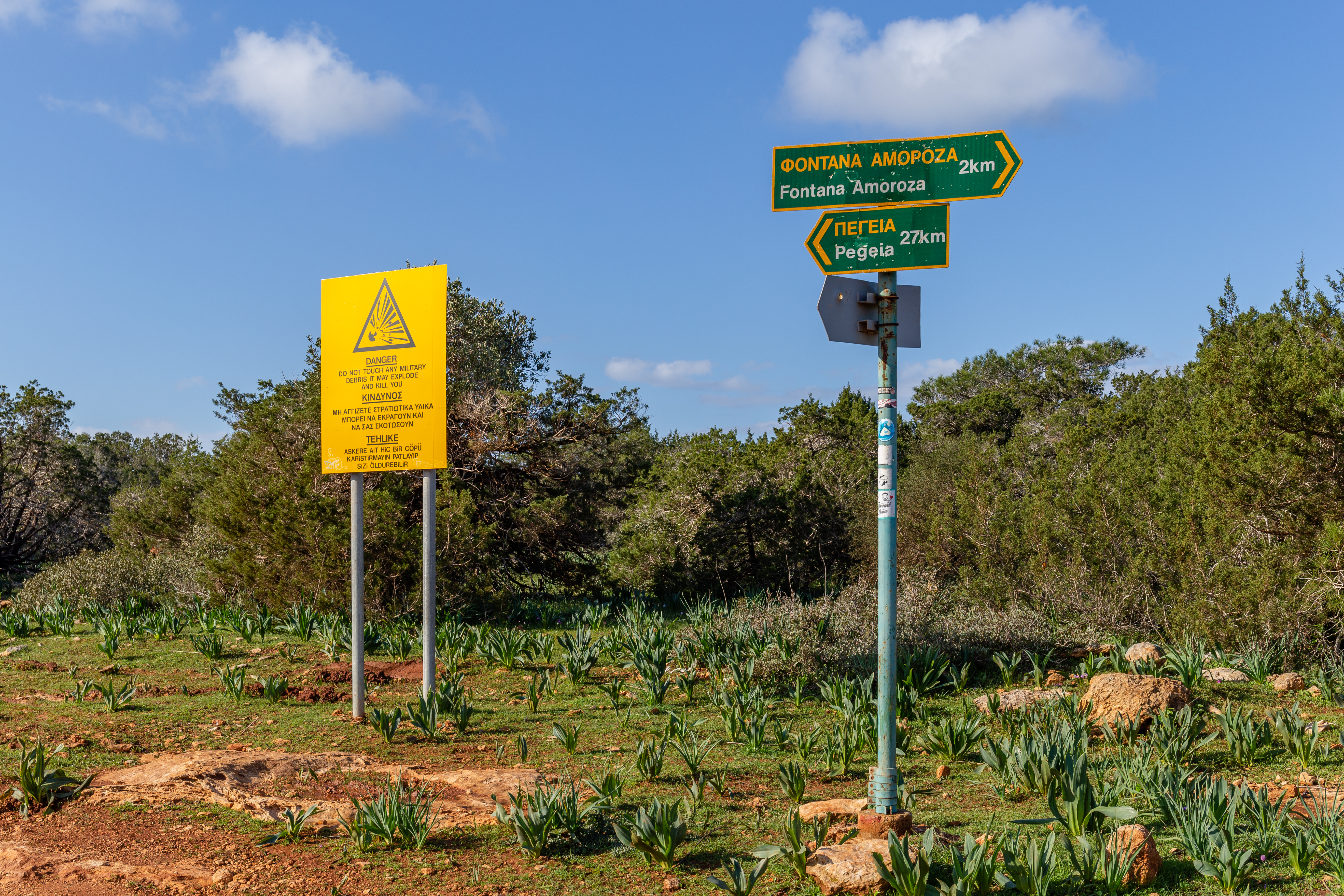
Ścieżka turystyczna